# Zanclarches
Zanclarches là một chi bướm đêm thuộc họ Cosmopterigidae.